# Sorbus gemella
Sorbus gemella är en rosväxtart som beskrevs av M. Kovanda. Sorbus gemella ingår i släktet oxlar, och familjen rosväxter. Inga underarter finns listade i Catalogue of Life.